# Кмитівський музей образотворчого мистецтва імені Й. Д. Буханчука
Кмитівський музей образотворчого мистецтва імені Й. Д. Буханчука — художній музей у селі Кмитові Житомирського району Житомирської області; важливий культурно-просвітній осередок району та області, цінне й велике зібрання витворів мистецтва у стилі соцреалізму; унікальний сільський художній музей. Носить ім'я свого засновника — Йосипа Дмитровича Буханчука.
Музейний заклад заснований на спільній власності територіальних громад сіл, селищ, міст області і перебуває в управлінні Житомирської обласної ради. З питань, віднесених чинним законодавством до повноваження управління культури і туризму, координацію діяльності музею здійснює також вищевказане управління. Контроль за діяльністю музею, обліком і збереженням Музейного фонду України здійснює управління культури і туризму, а також Міністерство культури України.

## Загальна інформація
Кмитівський музей образотворчого мистецтва ім. Й. Д. Буханчука розташований у спеціально зведеному (за індивідуальним авторським проєктом) просторому приміщенні у центрі села, неподалік автодороги М06 «Київ—Чоп».

Оригінальні проектні рішення музейного приміщення дають змогу використовувати широко природне освітлення

Індивідуальний проєкт музейного приміщення був створений виконаний головним архітектором М. Ю. Сєверовим під керівництвом народного архітектора СРСР професора І. І. Фоміна. Оригінальним є вирішення проєкту — просторі зали музею, яскраве денне освітлення, що ллється зі світлових ліхтарів даху приміщення, все є дуже гармонійним, ергономічним і сприяє головній меті відвідувачів — зустрічі з прекрасним світом мистецтва.
Основними напрямами діяльності музейного закладу є:
- збереження історичних пам'яток та інших об'єктів, що становлять культурну цінність;
- забезпечення соціально-економічних, правових і наукових умов для ефективної діяльності музею;
- сприяння формуванню сучасної інфраструктури музейної справи;
- забезпечення підготовки та підвищення фахової кваліфікації музейних кадрів, їх правовий соціальний захист;
- бюджетне фінансування пріоритетне матеріально-технічне забезпечення розробки і реалізації державних, регіональних і місцевих програм розвитку музейної справи;
- забезпечення охорони музеїв;
- підтримка фундаментальних і прикладних наукових досліджень, пов'язаних з музейною справою.

## З історії музею

Дошка на фасаді приміщення музею

Ідею створення художнього музею на Коростишівщині довгі роки плекав та втілював у життя уродженець села Студениця, палкий шанувальник мистецтв і колекціонер Йосип Дмитрович Буханчук.
30 серпня 1974 року відбулось відкриття музею в коридорах Студеницької середньої школи. Це був перший музей радянського образотворчого мистецтва у країні, а тим більше— в селі.
В 1975 році постановою колегії Міністерства культури УРСР музею образотворчого мистецтва було присвоєно звання «народного».
У 1977 році заклад було нагороджено дипломом I ступеню на республіканському огляді народних музеїв
Створення і розвиток музею було справою нелегкою. Проведена велика організаційно-творча робота зі збору творів і формування колекції музею, розробки індивідуального проєкту та будівництва спеціального приміщення. Й. Д. Буханчук присвятив тривалий час збиранню творів мистецтва. Загалом ним було зібрано і передано у дар музею 600 музейних предметів. На його прохання багато художників–ентузіастів із різних міст країни, поставивши за мету наблизити мистецтво до сільського жителя, передавали у дарунок музею свої роботи. Цінним музейним набутком стали 14 мистецьких творів, переданих Академією мистецтв СРСР зі своїх фондів. У подальшому музей поповнювався творами, переданими з державних фондів Міністерства культури СРСР і УРСР, Спілок художників СРСР і України, Москви, Ленінграду. За короткий термін колекція музею зросла до 2500 творів.
На той час окремих будівель для художніх музеїв в країні не будували, не передбачалось це і п'ятирічними планами. Пропозицію Йосипа Буханчука, щодо будівництва окремого приміщення для музею підтримали другий секретар обкому В. Є. Острожинський і голова обласного виконкому В. О. Кременицький. Їх ідея будувати не окремо стала вдалою і вони прив'язали будівництво до філіалу музею, який був розміщений в кімнаті сусіднього сувенірного цеху колгоспу «Україна».
У 1984 році завершено будівництво приміщення музею загальною площею 3000 м² в селі Кмитів, що було розташоване неподалік автошляху «Київ-Чоп», і в 1985 році експозиція музею зустріла перших відвідувачів. Вже у перший рік роботи закладу культури його відвідало майже 40 000 туристів.
Наступного (1986) року Постановою Ради Міністрів УРСР музейний заклад був перейменований на «Державний музей радянського образотворчого мистецтва».
У 1987 році музей було нагороджено дипломом III ступеню ВДНГ УРСР.
За незалежності України (від 1991 року) музейне зібрання незначно поповнилося за рахунок нових надходжень творів українських майстрів (переважно дарування).
У цей же період (1990—2000-і роки) Кмитівський музей образотворчого мистецтва імені Й. Д. Буханчука зажив сумної слави музейного закладу, з якого часто викрадали експонати, і музей був декілька разів утягнутий у гучні скандали. Так, за інформацією 2006 року від тодішнього директора музею Віктора Бойка:
|  | «Дві картини були вкрадені, а потім повернуті. Завдяки тому, що слідчі органи зайнялися. Чотири картини, які були дані в інші музеї, але тривалий час не поверталися. I скільки писали, а потім прийшлося їздити та підключати навіть СБУ, яка допомогла нам в цьому» |

.
 
Ще раніше, у заяві співробітників музею до СБУ, датованій 2004-м роком, йшлося, що у кабінеті тодішнього директора невідомі особи робили копії картин з матеріалів музею, які видавали за оригінали, а оригінальні роботи безслідно зникали.
Найбільше за розмахом пограбування в Кмитівському музеї сталося взимку 2009 року — у ніч проти 1 лютого крадії, увірвалися до музею та викрали з виставкової зали 17 полотен українських і радянських художників, найціннішими з яких вважають серію картин Тетяни Яблонської «Інтер'єри Полісся» з 4-х робіт, а загальну вартість викраденого оцінили у понад 100 тисяч гривень. Це велике пограбування призвело до зміни керівництва музею, і головне — до підсилення охорони за музейним зібранням. Вже 8 квітня 2009 року завдяки спецоперації СБУ було знайдено 11 із 17 викрадених картин у Києві. Тим не менше, нащадок Й. Д. Буханчука Олександр Петрович Бойко занепокоєний ситуацією, яка склалася у музеї, і вважає, що без вищого владного потурання безладу в цьому сільському музею не обійшлося.
Для приваблення закордонних туристів до Євро-2012 у музеї планувалось створити експозицію «Мистецтво доби тоталітаризму».
У 2019 році музей став відомим через скандал щодо зміни його назви в мережі Facebook: гурт київських митців перейменував сторінку в «Кмитівський музей радянського мистецтва» та планували зміну офіційної назви закладу, що одразу обурило громадськість та депутатів Житомирської обласної ради, зокрема, Олену Галагузу та Сидора Кізіна, котрі домоглися повернення назви сторінки.
В 2019 році в музею створено локацію для виставок сучасного мистецтва. Відома художня група ДЕНЕДЕ опрацьовувала в музеї власні дослідницькі практики з радянським минулим. Мистецтвознавиця Євгенія Моляр разом з художником та куратором  Нікітою Каданом реалізували понад десяток проектів та художніх акцій.
А в період з осени 2020 та весь 2021 рік в музеї реалізовувули різномантні кураторські проекти сучасного мистецтва художники Вальдемарт Клюзко та Ігор Бельський.
Музей має 10 експозиційних залів та музейну колекцію, графіки, скульптури та декоративно-ужиткового мистецтва. Це унікальний осередок культури, який став місцем духовного збагачення людей як області, так і всієї країни. Кмитівський музей образотворчого мистецтва імені Й. Д. Буханчука Житомирської обласної ради є науково-дослідним та науково-освітнім закладом, а також основним місцем зберігання творів мистецтва, матеріальної та духовної культури, пов'язаної з історією та сьогоденням мистецтва.

## Фонди, експозиція та діяльність
Фондове зібрання Кмитівського музею образотворчого мистецтва імені Й. Д. Буханчука нараховує близько 3 000 музейних предметів.
Музей знайомить з творчістю художників різних поколінь. Поряд з роботами видатних майстрів, чиї імена ввійшли в історію радянської культури, демонструються твори талановитих митців молодшого покоління. Гордістю музею стали роботи живописців: Є. Мойсеєнка, С. Чуйкова, В. Орешнікова, Ю. Кугача, А. Осипова, Ю. Подляського, В. Коненка, Д. Налбандяна, В. Рейхета, О. Шовкуненка, С. Григор'єва, М. Максименка, М. Глущенка, Т. Яблонської, графіків: А. Кібріка, Г. Верейського, В. Рудакова, Л. Сойфертіса, М. Дерегуса, В. Касіяна, А. Кокоріна, А. Гончарова, скульпторів (нині, 2010, це окрема зала): К. Білашової, Л. Буківського, В. Горєвого, А. Куща, О. Харча та інших.

Експонат музею — скульптура «Чабан» М. Якубова (м. Уфа)

Музейне зібрання дає можливість також ознайомитись з оригінальними творами представників різних національних шкіл мистецтва. Тут зібрана унікальна колекція творів, виконаних у стилі соціалістичного реалізму. Географія авторів — весь колишній СРСР, від прибалтійських, закавказьких, середньоазіатських республік, Молдови, України до автономних країв Росії (Якутії, Башкирії тощо).
Зала декоративно-ужиткового мистецтва музею знайомить з виробами художніх промислів України та колишніх радянських республік — тут представлені вироби з кераміки і гутного скла, кришталю, плоскі та об'ємні гобелени, дрібна пластика.
Окремо експонуються зразки творчості митців Житомирщини — П. Кучука, С. Антонюка, П. Богомаза, В. Войтенка, В. Шкуринського, В. Дзюбенка, А. Матвієнка, О. Коркушко, В. Фещенка.
Загалом на тепер постійна експозиція Кмитівського музею образотворчого мистецтва імені Й. Д. Буханчука налічує близько 750 творів живопису, графіки, скульптури, декоративно-ужиткового мистецтва, і розгорнута вона у 10-ти залах на площі 1 902 м². Серед них у 3-х виставкових залах працюють актуальні тематичні експозиції.

Екскурсійний квиток до музею (2010)

Кмитівський музей образотворчого мистецтва імені Й. Д. Буханчука Житомирської обласної ради створює експозиції, стаціонарні та пересувні виставки, вивчає архівні джерела, організовує збирацьку роботу, встановлюючи зв'язки з рідними та соратниками видатних художників мистецтва, краєзнавцями, колекціонерами, а також промисловими підприємствами та академією мистецтв України. Наукові співробітники музею проводять екскурсії, читають лекції на теми образотворчого мистецтва, а також організовують пересувні художні виставки. Музей надає експозиційну площу для персональних виставок художникам, скульпторам, майстрам декоративно-ужиткового мистецтва. Музей забезпечує збереження музейних фондів, які входять до складу музейного фонду України.